# Dieter Müller
Dieter Müller, rodným jménem Dieter Kaster (* 1. duben 1954, Offenbach am Main) je bývalý německý fotbalista. Hrával na pozici útočníka.
S reprezentací někdejšího Západního Německa získal stříbrnou medaili na mistrovství Evropy 1976. Se čtyřmi brankami se stal i nejlepším střelcem závěrečného turnaje. Byl též zařazen do all-stars týmu mistrovství. Hrál také na světovém šampionátu 1978. Celkem za národní tým odehrál 12 utkání, v nichž vstřelil 9 branek.
V evropských pohárech dal 38 branek v 52 zápasech. Je šestým nejlepším střelcem v celé historii Poháru UEFA. S 1. FC Köln se stal mistrem Německa (1977/78) a získal dvakrát německý pohár (1976/77, 1977/78). S Girondins Bordeaux je dvojnásobným mistrem Francie (1983/84, 1984/85). Dvakrát se stal nejlepším střelcem německé Bundesligy (1976/77, 1977/78). Je držitelem bundesligového rekordu v počtu vstřelených gólů v jednom zápase - 17. srpna 1977 vstřelil do sítě Werderu Brémy šest gólů (ve 12., 23., 32., 52., 73. a 85. minutě).
Roku 2012, po srdečním infarktu, upadl do komatu.